# Călan
Călan (in tedesco Klandorf, in ungherese Kalán oppure Pusztakalán) è una città della Romania di 12 938 abitanti, ubicata nel distretto di Hunedoara, nella regione storica della Transilvania.
Fanno parte dell'area amministrativa anche le località di Batiz, Călanu Mic, Grid, Nădăştia de Jos, Nădăştia de Sus, Ohaba Streiului, Sâncrai, Sântămăria de Piatră, Strei, Strei-Săcel, Streisângeorgiu e Valea Sângeorgiului.
La località è ricca di acque termali, tanto che in epoca Romana era chiamata Aquae; sono tuttora presenti i resti di terme di quell'epoca.
Nell'area della città sono stati rinvenuti reperti risalenti al Neolitico come utensili di pietra e ossa di animali lavorate.
Il primo documento che cita Călan con il nome attuale risale al 1387.
Călan ha ottenuto lo status di città nel 1961.

## Le terme romane

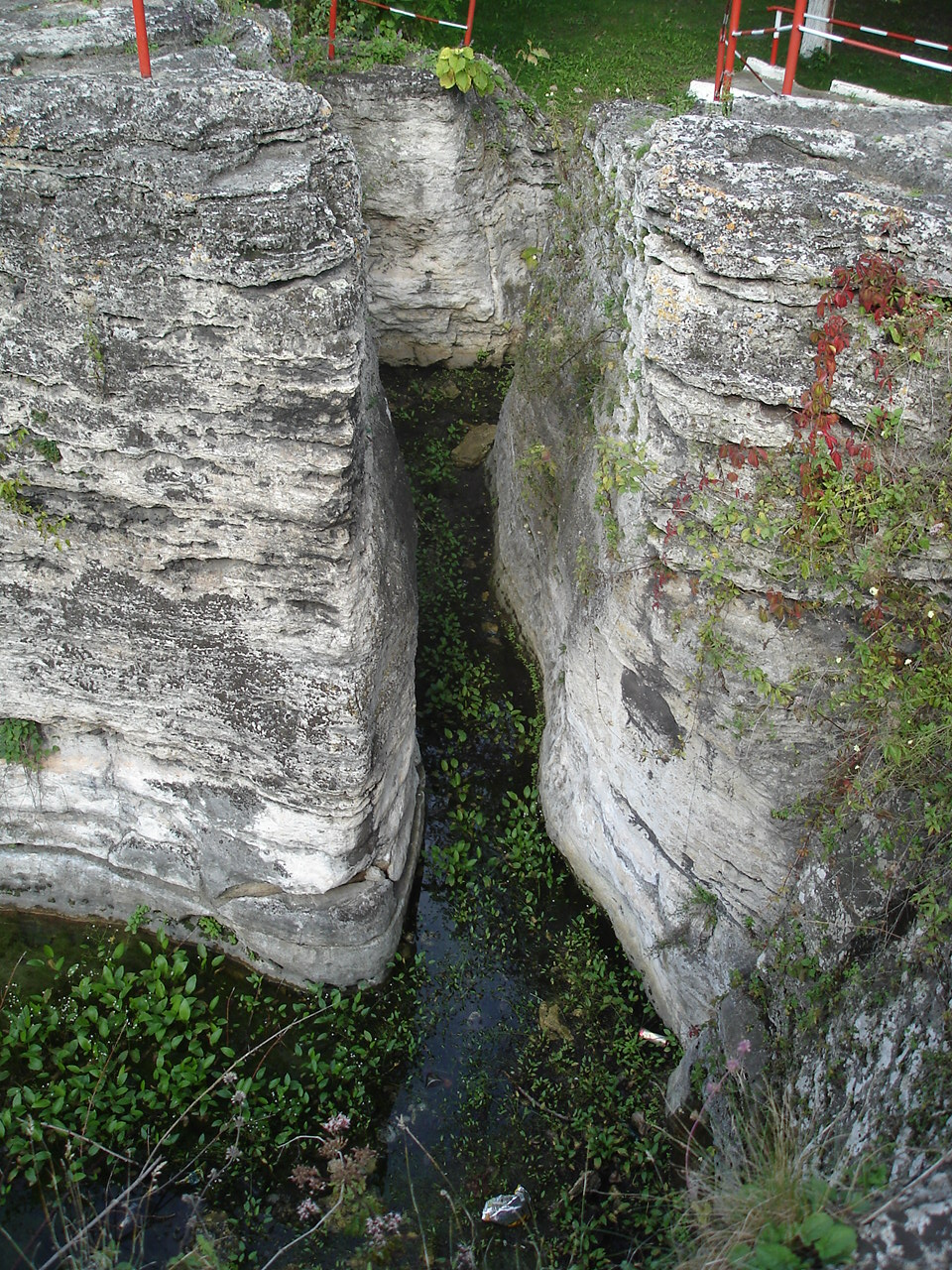
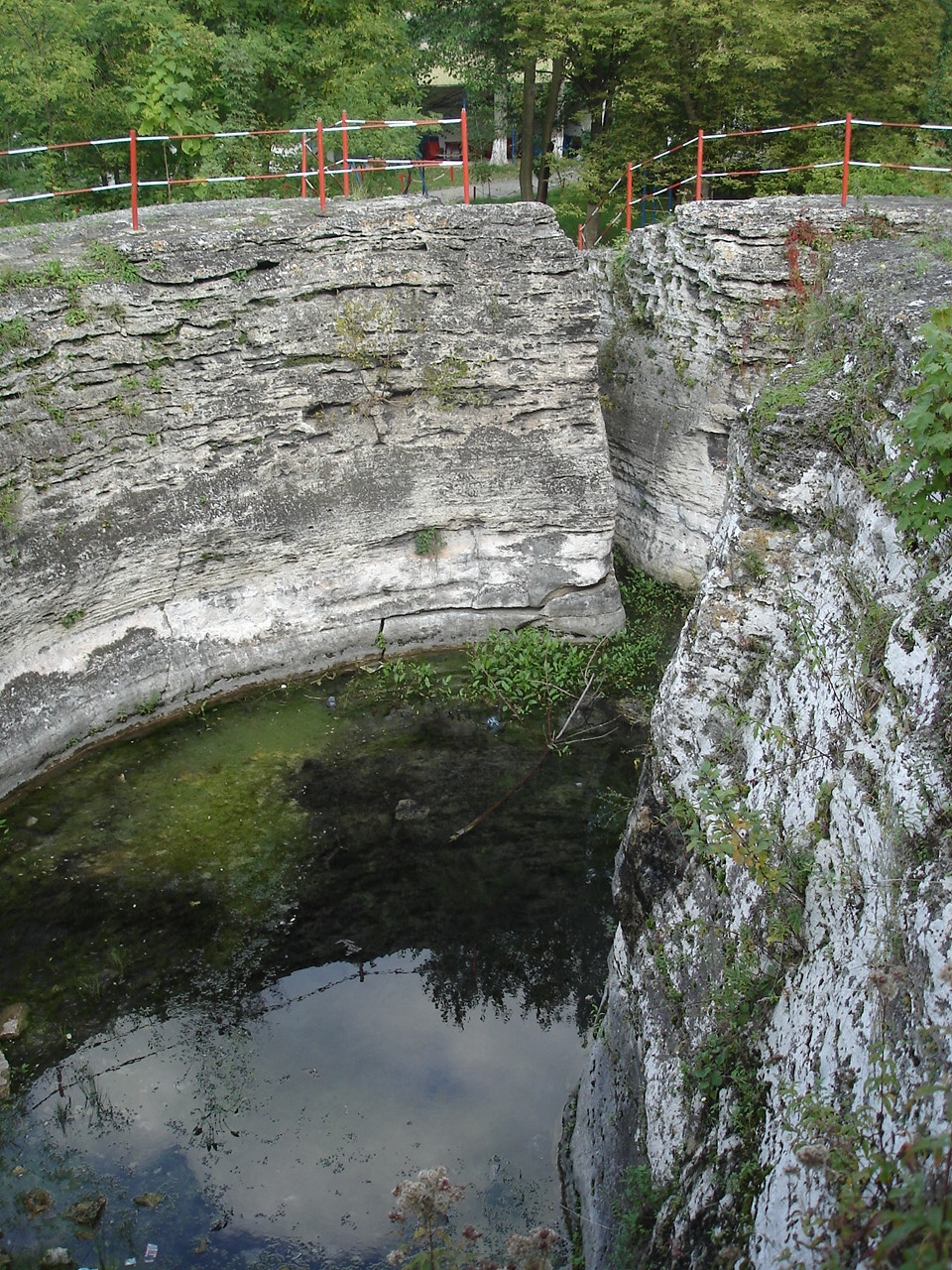
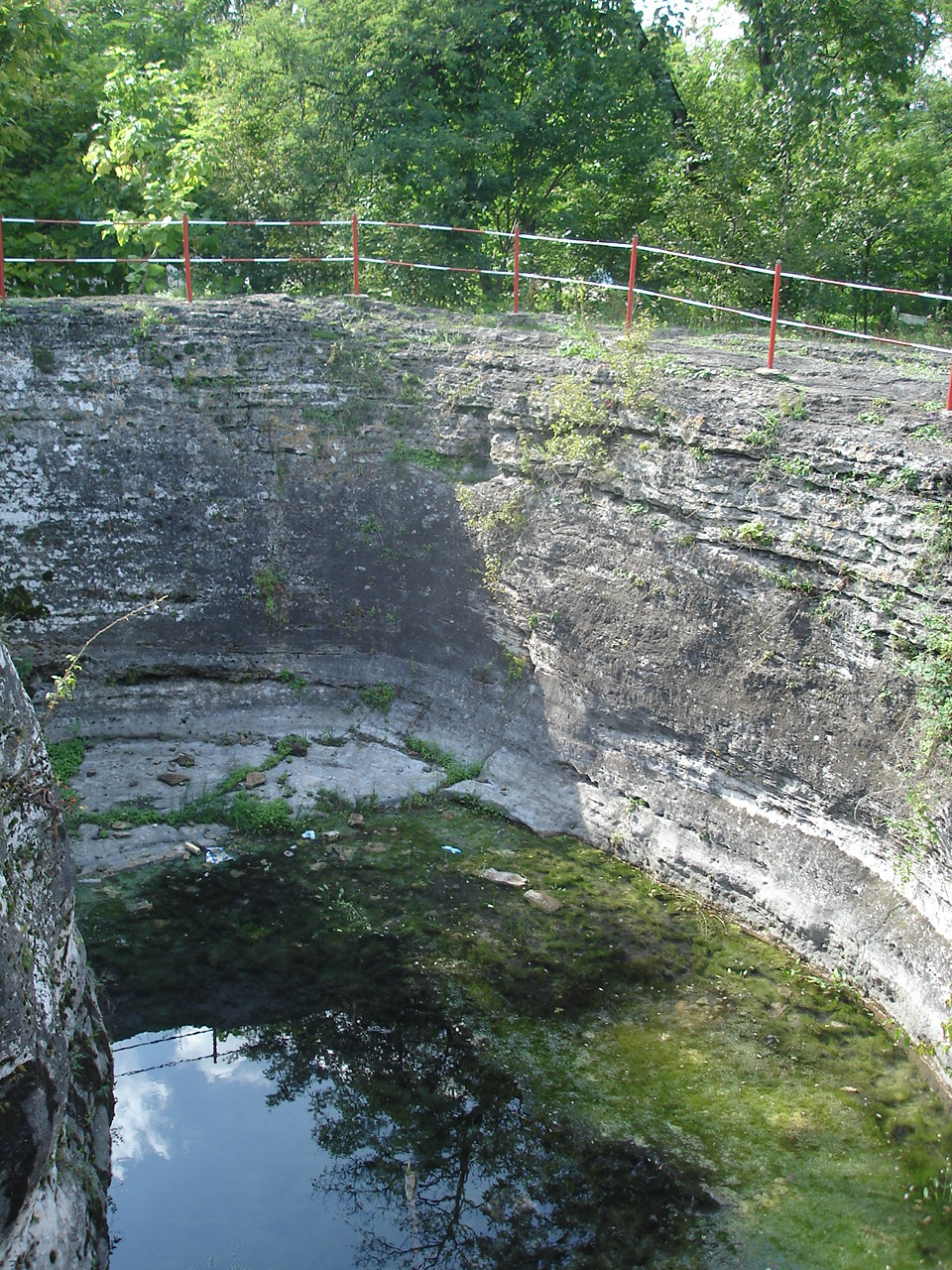